# Ceará Caçadores
O Ceará Caçadores é uma equipe brasileira de futebol americano de Fortaleza, Ceará, fundada em 10 de dezembro de 2013, resultante da fusão dos rivais Ceará Cangaceiros e Dragões do Mar de Fortaleza, que foram semifinalistas da Conferência Nordeste do Campeonato Brasileiro naquele ano. Em 2019 a equipe faz parceria com o tradicional clube de futebol Ceará Sporting Club.

## História
Em seu primeiro Campeonato Brasileiro, disputou a Superliga Nordeste de 2014, uma das duas Superligas da Superliga Nacional, sendo a outra a Superliga Centro-Sul. O time terminou invicto a Temporada Regular, vencendo duas vezes América Bulls, Ceará Fenix e UFERSA Petroleiros. Na sua primeira disputa de Playoffs, foi derrotado na semifinal da Superliga pelo João Pessoa Espectros por 24 a 18.
Em 2015, ficou novamente em primeiro lugar no seu grupo ao vencer cinco das seis partidas que jogaram na Temporada Regular da Superliga Nordeste. Nos Playoffs, perdeu novamente a semifinal para o João Pessoa Espectros pelo placar de 23 a 05.
Já em 2016, a equipe voltou ficar em primeiro lugar no seu grupo na Conferência Nordeste da Superliga Nacional de 2016. Nos Playoffs, passou pelo América Bulls na Semifinal da Conferência por 57 a 00, mas foi derrotado mais uma vez pelo João Pessoa Espectros na Final de Conferência por 27 a 20.

## Ligações Externas
- Site oficial do Ceará Caçadores